# Лунный свет: История рабджам Зая-Пандиты
«Лунный свет: История рабджам Зая-Пандиты» или Лунный свет, Биография Зая-Пандиты (калм. Равҗам Зая-Пандитын тууҗ Сарын герл кемәх оршв, Сарын герл) — памятник калмыцкой литературы конца XVII века, историческо-литературное произведение жанра намтар (жизнеописание), рассказывающее о деятельности калмыцкого просветителя Зая-Пандиты; и краткую историю ойрат-калмыков за XVII век. Книга является одним из первых агиографических произведений калмыцкой литературы и ценным источником подлинных сведений о жизни Зая-Пандиты.

## История
«Лунный свет: История рабджам Зая-Пандиты», более известная в монголоведении и калмыковедении как «Биография Зая-Пандиты» или «Лунный свет», была написана в 1691 году Раднабхадрой — ближайшим учеником и последователем Зая-Пандиты. Раднабхадра много лет сопровождал Зая-Пандиту в его путешествиях по калмыцким кочевьям и был его переписчиком. После смерти Зая-Пандиты Раднабхадра написал свои воспоминания в жанре намтар о деятельности Зая-Пандиты.
В настоящее время известны несколько рукописных списков «Лунного света». Из всех известных списков на тодо бичиг три списка являются неполными и два списка — с полным текстом. Самым лучшим списком «Лунного света» считается рукопись, найденная в 1910 году российским монголоведом А. В. Бурдуковым в Кобдоском аймаке Северо-Западной Монголии. Эта рукопись, состоящая из 48 листов, называется «списком Бурдукова». Другая полная рукопись, также состоящая из 48 листов, была доставлена в 1963 году в Институт языка и литературы Академии наук Монгольской Народной Республики из сомона Манхан Кобдоского аймака.
Первое упоминание о «Лунном свете» встречается в 1847 году в «Грамматике калмыцкого языка» А. А. Попова, который привёл в учебнике небольшой отрывок из сочинения. Впервые полный текст «Лунного света» на старомонгольской письменности был издан в 1959 году академиком Монгольской АН Б. Ринчен по рукописи, найденной в библиотеке Лувсанпринлая. В 1959 году монгольский академик Ц. Дамдинсурэн издал «Антологию старописьменной монгольской литературы», в котором опубликовал фрагмент из «Лунного света».
Первый калмыцкий текст «Лунного света» на тодо бичиг с латинской транслитерацией был издан в 1967 году способом факсимиле по рукописи, хранящейся в Институте языка и литературы Монгольской АН. Позднее эта фотокопия с комментариями монгольского историка Ш. Норбу была издана отдельным номером журнала «Хан тенгри» № 4 за 1984 год в Синьцзяне. В 1991 году в Элисте в Калмыцком книжном издательстве вышел текст «Лунного света» с небольшими сокращениями списка А. Бурдукова.
На русский язык «Лунный свет» переводился несколько раз. Первым переводчиком произведения считается Г. С. Лыткин. В 1999 году на русском языке вышли полные версии «Лунного света». В Элисте вышел сборник «Материалы к биографии» коллективного авторства, в котором приведён русский перевод «Лунного света». В серии «Памятники культуры Востока» вышла книга на русском языке с факсимиле, опубликованная на основе рукописи из собрания Санкт-Петербургского филиала Института востоковедения РАН.

## Содержание
Монгольский средневековый литературный термин «намтар» не прижился у средневековых калмыцких писателей, поэтому Раднабхадра называет своё произведение «туджи» (история).
В книге Раднабхадра описывает жизнедеятельность калмыцкого просветителя Зая-Пандиты и даёт краткую историю калмыцкого народа за весь XVII век. Свою повесть Раднабхадра излагает в хронологическом порядке, сообщая о деятельности Зая-Пандиты год за годом. В стихотворном вступлении Раднабхадра называет своего учителя «царём драконов, взращивающим семена мудрости». Начиная с родословной Зая-Пандиты, Раднабхадра описывает учёбу Зая-Пандиты в Лхасе, рассказывает о его просветительской деятельности среди калмыков и заканчивает описанием его смерти.
Раднабхадра сообщает о создании Зая-Падитой калмыцкой письменности тодо бичиг, его переводческой деятельности. Согласно Раднабхадры Зая-Пандита перевёл на калмыцкий язык 177 тибетских книг, большинство из которых имели религиозное содержание. Кроме буддийских переводов Зая-Пандита занимался переводом светских тибетских книг. Раднабхадра сообщает, что некоторые книги были переведены в стихотворной форме. Большинство своих переводов Зая-Пандита снабжал стихотворными комментариями. Согласно Раднабхадре Зая-Пандита стал заниматься переводческой деятельностью в конце 1640 года (год дракона), когда он находился в ставке Дзасагту-хана.
В разных местах книги сообщается, что до создания тодо бичиг Зая-Пандита перевёл на старомонгольскую письменность несколько тибетских книг.

## Другое
В калмыцком обряде «Отрезание чёрного языка», совершаемого для защиты от харала, употребляется молитва «Письмо чёрного языка», составленная Зая-Пандитой. Эту молитву Раднабхадра разместил в «Лунном свете».